# Сулавеси (море)
Сулавеси, Целебесское море (малайск. Laut Sulawes, индон. Laut Sulawes, таг. Dagat Selebes) — межостровное море в западной части Тихого океана. Расположено между островами Сулавеси, Калимантан, Минданао, Сангихе и архипелагом Сулу. Омывает берега Филиппин и Индонезии. Простирается на 675 км с севера на юг и на 840 км с востока на запад.
Площадь моря около 453 тыс. км², глубина до 6220 м, температура в феврале 27-28 °C, в августе — 28-29 °C, солёность на поверхности около 34,5 ‰ что ниже океанической, и вызвано тем что осадки над морем превышают уровень испарений. Котловина моря глубокая, с крутым материковым склоном, слабо развитым шельфом и относительно ровным дном. В южной части выделяется впадина с глубинами более 5000 метров. Приливы неправильные полусуточные величиной до 2 м.
В архипелаге Сулу расположено множество коралловых рифов, а низкие берега Калимантана занимают в основном мангровые леса. Погода в районах моря обычно жаркая и влажная, с частыми ливневыми дождями и грозами.
Циркуляция вод задаётся ветвью Северного Пассатного течения, которая входит в Сулавеси у побережья острова Минданао и огибает море против часовой стрелки со средней скоростью 0,2-0,5 м/с. Через море Сулавеси воды Тихого океана стремятся в Индийский океан. Благодаря глубоким проливам осуществляется достаточно хороший водообмен с соседними морями.
Сулавеси важный морской путь для региональной торговли. Основные порты моря — Венанг (город Манадо) на острове Сулавеси и Таракан на одноимённом острове.
В 1991 году в юго-восточной части моря образован национальный морской парк Бунакен, популярный у дайверов.

## Животный мир
Море является домом для самых разнообразных рыб и водных существ. Тропический климат и тёплые прозрачные воды позволяют ему укрывать около 580 из 793 видов рифтообразующих кораллов. Которые образуют одни из самых биоразнообразных коралловых рифов в мире.
В море обитает большой спектр морских живых организмов, включая китов и дельфинов, морских черепах, мантов, орляковых скатов, барракуд, марлинов, желтопёрых тунцов.